# James Weaver (Rennfahrer)

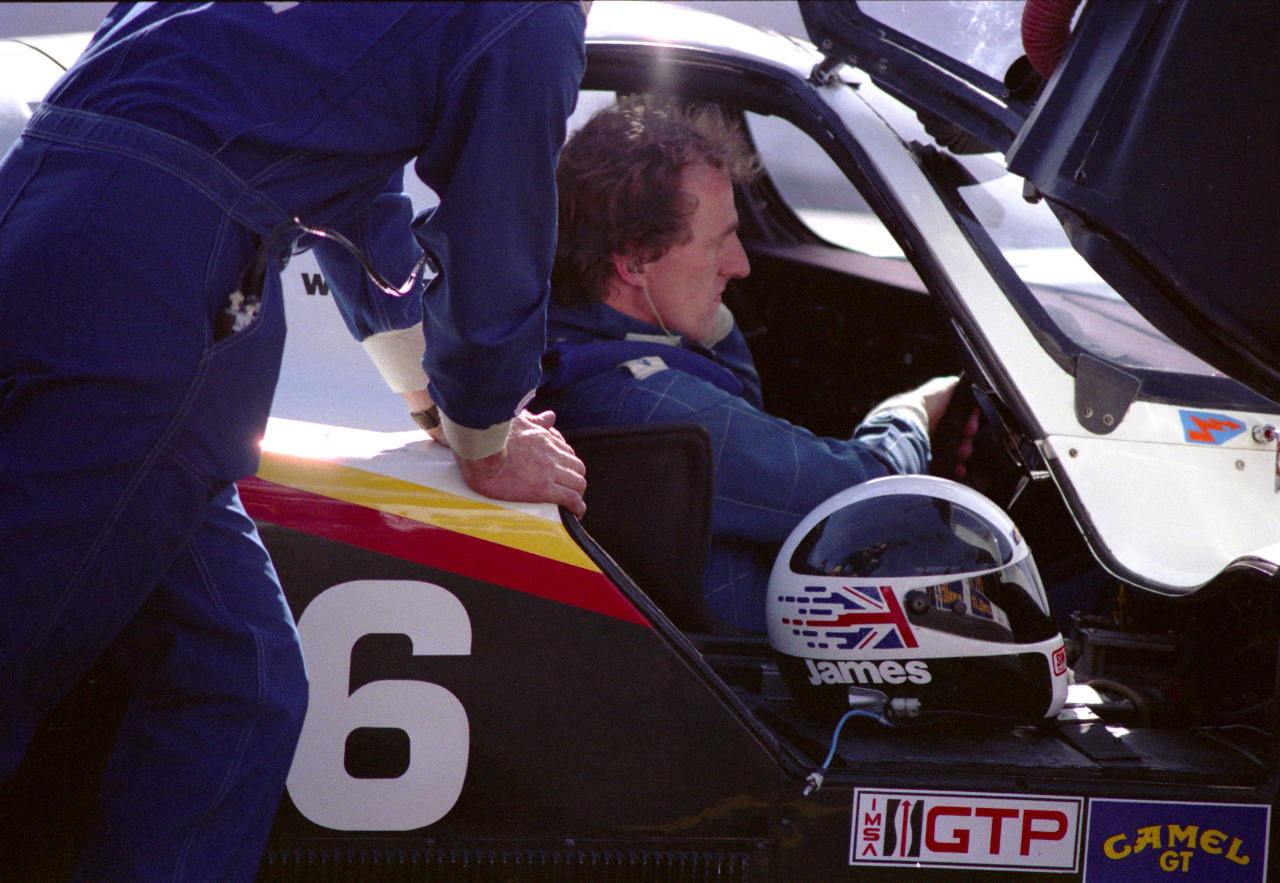
James Weaver 1990

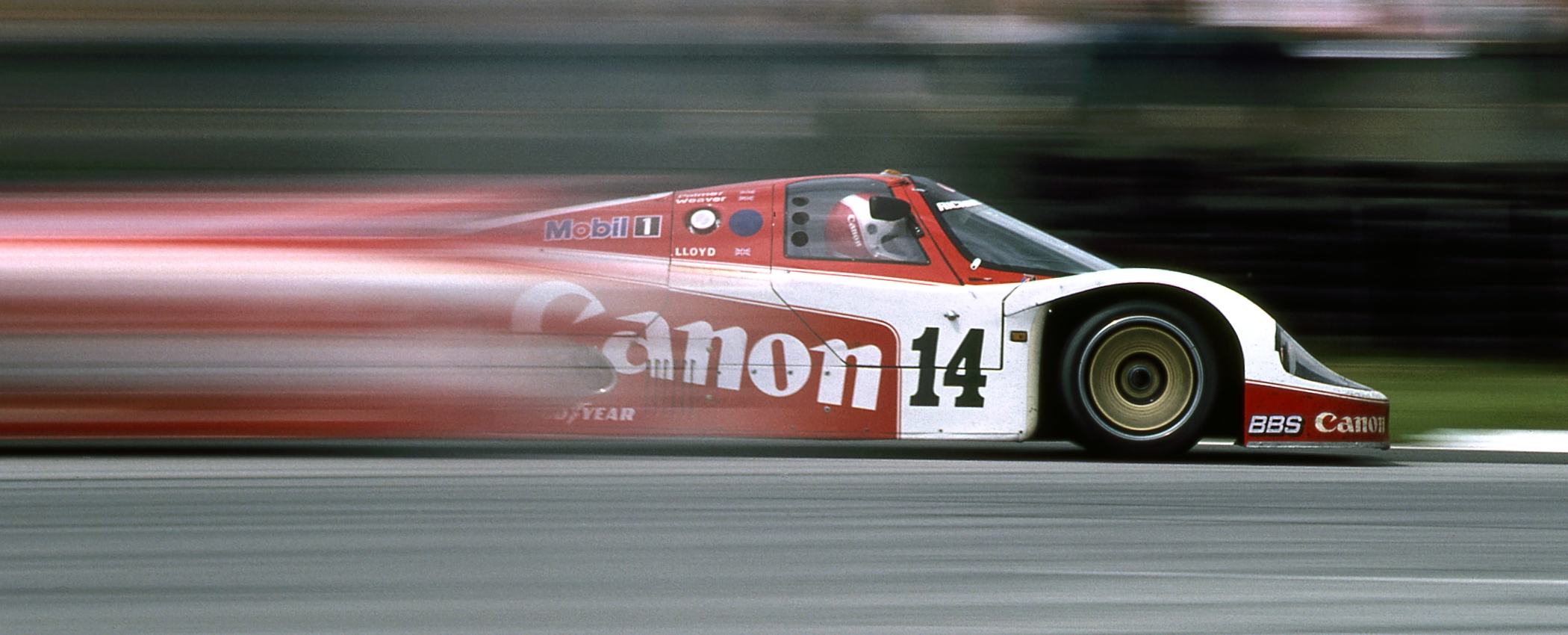
Der Porsche 956 von Weaver/Palmer/Lloyd, Zweiter beim 24-Stunden-Rennen von Le Mans 1985

James Brian Weaver (* 4. März 1955 in London) ist ein ehemaliger britischer Automobilrennfahrer.

## Karriere
Weaver begann seine Karriere in den späten 1970er-Jahren in der Formel 3, wechselte aber schon bald zu den Touren- und Sportwagen. 1983 gab er für Mazda sein Debüt beim 24-Stunden-Rennen von Le Mans. 1985 erreichte er mit dem zweiten Gesamtrang im Porsche 956 mit Richard Lloyd und Jonathan Palmer als Partnern seinen besten Gesamtrang. 1998 fuhr er als Werksfahrer bei Porsche den erfolglosen LMP1. 1999 war er zum zwölften und letzten Mal an der Sarthe am Start und bestritt das Rennen bis zum Ausfall des Fahrzeugs im geschlossenen Audi R8C.
1989 wurde er hinter John Cleland Zweiter in der britischen Tourenwagen-Meisterschaft. 1997 gewann er das 24-Stunden-Rennen von Daytona auf einem Riley & Scott Mk III. Dieses Rennen ging in die Geschichte ein, denn durch mehrmaligen Fahrertausch innerhalb des Teams pilotierten insgesamt sieben Fahrer den Siegerwagen. 2000 und 2001 sicherte er sich die Gesamtwertung der Prototypen-Klasse der Grand-Am Sports Car Series. In den 2000er-Jahren fuhr Weaver für Dyson Racing auch in der American Le Mans Series und erklärte nach dem Ende der Saison 2006 seinen Rücktritt vom Motorsport.

## Statistik

### Le-Mans-Ergebnisse
| Jahr | Team                           | Fahrzeug              | Teamkollege           | Teamkollege      | Platzierung     | Ausfallgrund |
| ---- | ------------------------------ | --------------------- | --------------------- | ---------------- | --------------- | ------------ |
| 1983 | Mazdaspeed                     | Mazda 717C            | Jeff Allam            | Steve Soper      | Rang 18         |              |
| 1985 | Canon GTI Racing               | Porsche 956           | Jonathan Palmer       | Richard Lloyd    | Rang 2          |              |
| 1986 | Nissan Motorsport              | Nissan R85V           | Masahiro Hasemi       | Takao Wada       | Rang 18         |              |
| 1987 | Richard Lloyd Racing           | Porsche 962C          | Jonathan Palmer       | Price Cobb       | Ausfall         | Unfall       |
| 1989 | Richard Lloyd Racing           | Porsche 962C GTI      | Derek Bell            | Tiff Needell     | Ausfall         | Feuer        |
| 1990 | Richard Lloyd Racing           | Porsche 962C GTI      | JJ Lehto              | Manuel Reuter    | Ausfall         | Feuer        |
| 1991 | Salamin Primagaz Team Schuppan | Porsche 962C          | Hurley Haywood        | Wayne Taylor     | nicht klassiert |              |
| 1995 | PC Automotive Jaguar           | Jaguar XJ220          | Richard Piper         | Tiff Needell     | Ausfall         | Defekt       |
| 1996 | Gulf Racing                    | McLaren F1 GTR        | JJ Lehto              | Ray Bellm        | Rang 9          |              |
| 1997 | David Price Racing             | Panoz Esperante GTR-1 | Andy Wallace          | Butch Leitzinger | Ausfall         | Motorschaden |
| 1998 | Joest Racing                   | Porsche LMP1-98       | Pierre-Henri Raphanel | David Murry      | Ausfall         | Motorschaden |
| 1999 | Audi Sport UK                  | Audi R8C              | Andy Wallace          | Perry McCarthy   | Ausfall         | Motorschaden |

### Sebring-Ergebnisse
| Jahr | Team                       | Fahrzeug              | Teamkollege      | Teamkollege             | Platzierung            | Ausfallgrund       |
| ---- | -------------------------- | --------------------- | ---------------- | ----------------------- | ---------------------- | ------------------ |
| 1987 | Bob Akin Motor Racing      | Porsche 962           | Bob Akin         | Steve Shelton           | Rang 6                 |                    |
| 1988 | Dyson Racing               | Porsche 962           | Price Cobb       |                         | Rang 3                 |                    |
| 1989 | Bayside Racing Bruce Leven | Porsche 962           | Dominic Dobson   |                         | Rang 3                 |                    |
| 1991 | John Shapiro               | Porsche 962 GTi       | John Paul junior |                         | Ausfall                | Aufhängung         |
| 1994 | Auto Toy Store             | Spice SE89            | Derek Bell       | Andy Wallace            | Rang 2 und Klassensieg |                    |
| 1995 | Dyson Racing               | Riley & Scott Mk III  | Butch Leitzinger | Rob Dyson               | Rang 35                |                    |
| 1996 | Dyson Racing               | Riley & Scott Mk III  | John Paul junior | Rob Dyson               | Rang 24                |                    |
| 1997 | Dyson Racing               | Riley & Scott Mk III  | Butch Leitzinger | Andy Wallace            | Rang 2                 |                    |
| 1998 | Dyson Racing               | Riley & Scott Mk III  | Butch Leitzinger | Dorsey Schroeder        | Rang 12                |                    |
| 1999 | Dyson Racing               | Riley & Scott Mk III  | Butch Leitzinger | Elliott Forbes-Robinson | Rang 2                 |                    |
| 2000 | Champion Racing            | Lola B2K/10           | Ralf Kelleners   | Dorsey Schroeder        | Ausfall                | Aufhängung         |
| 2001 | Dyson Racing               | Riley & Scott Mk IIIC | Butch Leitzinger | Elliott Forbes-Robinson | Ausfall                | Zylinder überhitzt |
| 2002 | Dyson Racing Team Inc.     | Riley & Scott Mk III  | Butch Leitzinger | Elliott Forbes-Robinson | Rang 4                 |                    |
| 2003 | Dyson Racing               | MG-Lola EX257         | Butch Leitzinger | Andy Wallace            | Ausfall                | Lenkdefekt         |
| 2004 | Dyson Racing Team Inc.     | MG-Lola EX257         | Butch Leitzinger | Andy Wallace            | Rang 6                 |                    |
| 2005 | Dyson Racing Team          | MG-Lola EX257         | Butch Leitzinger | Andy Wallace            | Rang 3                 |                    |
| 2006 | Dyson Racing Team          | Lola B06/10           | Butch Leitzinger | Andy Wallace            | Rang 5                 |                    |

### Einzelergebnisse in der Sportwagen-Weltmeisterschaft
| Saison | Team                                                             | Rennwagen                                     | 1   | 2   | 3   | 4   | 5   | 6   | 7   | 8   | 9   | 10  | 11  |
| ------ | ---------------------------------------------------------------- | --------------------------------------------- | --- | --- | --- | --- | --- | --- | --- | --- | --- | --- | --- |
| 1983   | Mazdaspeed                                                       | Mazda 717C                                    | MON | SIL | NÜR | LEM | SPA | FUJ | KYA |     |     |     |     |
| 1983   | Mazdaspeed                                                       | Mazda 717C                                    | 18  |     |     |     |     |     |     |     |     |     |     |
| 1984   | Scorpion Racing Team Ikuzawa                                     | Arundel C200 Tom’s 84C                        | MON | SIL | LEM | NÜR | BRH | MOS | SPA | IMO | FUJ | KYA | SAN |
| 1984   | Scorpion Racing Team Ikuzawa                                     | Arundel C200 Tom’s 84C                        |     | DNF |     |     |     |     |     |     | DNF |     |     |
| 1985   | Lloyd Racing EMKA Team Ikuzawa Porsche                           | Porsche 956 EMKA C84/1 Tom’s 85C              | MUG | MON | SIL | LEM | HOK | MOS | SPA | BRH | FUJ | SEL |     |
| 1985   | Lloyd Racing EMKA Team Ikuzawa Porsche                           | Porsche 956 EMKA C84/1 Tom’s 85C              |     |     | DNF | 2   |     |     | DNF |     | 10  | 3   |     |
| 1986   | Liqui Moly Equipe Nissan Motorsports Kremer Racing Cleare Racing | Porsche 956 Nissan R85V Porsche 962 March 85G | MON | SIL | LEM | NÜN | BRH | JER | NÜR | SPA | FUJ |     |     |
| 1986   | Liqui Moly Equipe Nissan Motorsports Kremer Racing Cleare Racing | Porsche 956 Nissan R85V Porsche 962 March 85G |     | 4   | 16  | 5   | DNF |     | DNF | 10  |     |     |     |
| 1987   | Cleare Racing Equipe Liqui Moly Cosmik Motorsport Trust Racing   | March 85G Porsche 962 Tiga GC287              | JAR | JER | MON | SIL | LEM | NÜN | BRH | NÜR | SPA | FUJ |     |
| 1987   | Cleare Racing Equipe Liqui Moly Cosmik Motorsport Trust Racing   | March 85G Porsche 962 Tiga GC287              |     |     |     | 9   | DNF |     | 7   |     |     | 10  |     |
| 1988   | Lloyd Racing Sauber Motorsport                                   | Porsche 962 Sauber C9                         | JER | JAR | MON | SIL | LEM | BRÜ | BRH | NÜR | SPA | FUJ | SAN |
| 1988   | Lloyd Racing Sauber Motorsport                                   | Porsche 962 Sauber C9                         | 4   |     |     | 3   |     | 4   |     |     |     |     |     |
| 1989   | Lloyd Racing                                                     | Porsche 962                                   | SUZ | DIJ | JAR | BRH | NÜR | DON | SPA | MEX |     |     |     |
| 1989   | Lloyd Racing                                                     | Porsche 962                                   | DNF |     |     |     |     |     |     |     |     |     |     |
| 1990   | Lloyd Racing                                                     | Porsche 962                                   | SUZ | MON | SIL | SPA | DIJ | NÜR | DON | MOT | MEX |     |     |
| 1990   | Lloyd Racing                                                     | Porsche 962                                   |     | 17  | 11  |     | DNF |     |     |     |     |     |     |
| 1991   | Team Schuppan                                                    | Porsche 962                                   | SUZ | MON | SIL | LEM | NÜR | MAG | MEX | AUT |     |     |     |
| 1991   | Team Schuppan                                                    | Porsche 962                                   | DNF |     |     |     |     |     |     |     |     |     |     |